# Grete Wiesenthal
Grete Wiesenthal (née le 9 décembre 1885 à Vienne et morte dans cette même ville le 22 juin 1970) est une danseuse, actrice, chorégraphe et professeure de danse autrichienne. Elle est considérée en Autriche comme la pionnière de la danse moderne.

## Biographie

### Enfance
Grete Wiesenthal est née à Vienne le 9 décembre 1885. Elle est l'aînée des sept enfants du peintre Franz Wiesenthal et de Rosa Ratkovsky. À l'âge de dix ans, elle entre à l'école de ballet de l'Opéra de la Cour de Vienne, tout comme sa sœur Elsa, puis y travaille comme danseuse de 1901 à 1907,,. 
Dans son autobiographie Der Aufstieg, elle est assez sévère pour son école et le ballet classique : « À l'époque où j'étais élève à l'école de ballet, le ballet et la danse en général étaient en déclin. Le public n'avait aucune raison de s'intéresser au ballet. Il n'y avait aucun esprit de direction, aucun directeur de ballet n'était capable de donner une nouvelle vie à la danse. Aucun danseur inspiré par le désir de s'exprimer, qui aurait pu convaincre le public par son art. Mais il y avait de bons danseurs acrobates qui considéraient que le fait de tourner 32 fois sur la pointe des pieds sur leur axe était leur moyen d'expression le plus audacieux. L'art du ballet était ossifié dans un kitsch conventionnel ».

### Développement de la créativité
En 1907, Grete Wiesenthal démissionne afin de créer ses propres danses, d'abord avec ses sœurs, Elsa (1887-1967) et Bertha (1892-1953) et bientôt en soliste. 
Grete Wiesenthal développe sa propre approche de la valse viennoise de Richard Strauss et des valses de Chopin. Sa chorégraphie dramatique et son interprétation extatique font d'elle une figure de proue de la danse autrichienne. Son langage chorégraphique s'inscrit dans les acquis du mouvement artistique de la Sécession viennoise. 
Elle fréquente de nombreux artistes et écrivains de ce mouvement comme Oskar Kokoschka, Hugo von Hofmannsthal, Franz Schreker, Max Reinhardt et le peintre Erwin Lang qu'elle épouse en juin 1910. Elle collabore avec Hugo von Hofmannstahl sur deux pantomimes : Amor und Psyche et Das fremde Mädchen qui sont créées à Berlin.
Meryl Cates décrit, dans le New York Times son approche comme « un mouvement tourbillonnant et euphorique et des arcs suspendus du corps ». Le mouvement énergétique de tout le corps lui est essentiel. Elle même qualifie son approche de « danse sphérique », impliquant de tourner et d'étendre le torse, les bras et les jambes sur un axe horizontal, contrairement aux rotations plus verticales de ses contemporaines Isadora Duncan et Ruth Saint Denis. Cette rotation est un élément central de sa danse. 

### Succès
En 1908, Grete Wiesenthal dirige ses sœurs Berta et Elsa au Cabaret Fledermaus de Vienne fondé par les Wiener Werkstätte, le point culminant étant son interprétation en solo du Donauwalzer (Valses du Danube) interprété sur la musique de Johann Strauss II Le beau Danube bleu. Elles déménagent ensuite à Berlin et y travaillent jusqu'en 1910 au Deutsches Theater quand Grete Wiesenthal abandonne alors leur collaboration pour se produire seule,. Elle chorégraphie et interprète le rôle-titre de la pièce de pantomime Sumurun de 1910 au théâtre Kammerspiel de Berlin, avec une mise en scène de Max Reinhardt sur un scénario de Friedrich Freksa (de). Elle développe un nouveau style pour le mime, dans lequel le mouvement ne remplace pas la parole mais révèle les états émotionnels. 
En 1923, Grete Wiesenthal et Erwin Lang divorcent. Elle se remarie la même année avec le médecin suédois Nils Silfverskjöld et divorce à nouveau en 1927. Elle a une fils, Martin
Son succès est grandissant et elle tourne en Allemagne, Grande Bretagne, France et aux États-Unis à plusieurs reprises jusque dans les années 1930,.  
En 1912-1914, elle est la danseuse principale des trois films de la série Grete Wiesenthal : Kadra Sâfa, Erlkönigs Tochter et Die goldne Fliege . 
Après une pause dans sa carrière pendant la Première Guerre mondiale, elle ouvre sa propre école de danse en 1919,.
En 1927, elle prend le rôle principal dans son propre ballet Der Taugenichts in Wien à l'Opéra d'État de Vienne. Elle continue à donner des spectacles de danse à Vienne et en tournée. Ses performances à son retour à New York en 1933 sont cependant jugées dépassées par les critiques,. En 1934, elle devient professeure à l'Académie de musique et des arts du spectacle de Vienne, et en 1945, elle y devient directrice de la danse artistique.

### Émigration en 1938
1938 et le nazisme marquent l'arrêt de la danse moderne. Grete Wiesenthal aide des amis juifs à fuir, notamment la danseuse Lily Calderon-Spitz, qu'elle aide à émigrer en 1938 en Grande-Bretagne grâce à son vaste réseau,.
Grete Wiesenthal meurt à Vienne le 22 juin 1970. Elle est enterrée dans le cimetière central de Vienne. 

## Postérité
Sa chorégraphie connaît une renaissance à la fin du XXe siècle,. 
L'historienne Andrea Amort s'attache à redécouvrir la danseuse. En 2019, elle est commissaire de l'exposition « Alles tanzt. Kosmos Wiener Tanzmoderne" au Musée du théâtre de Vienne. 
En 1981, une rue du quartier Favoriten de Vienne est baptisée Wiesenthalgasse en son honneur.

## Publications
- (de) Der Aufstieg. Aus Dem Leben Einer Tanzerin, autobiographie, Rowohlt, 1919
- (de) Iffi: Roman einer Tänzerin, 1951

## Sources et références
1. 1 2 3 4 5 6 7 8  (en-US) « Grete Wiesenthal (1885-1970) », sur Mahler Foundation, 6 janvier 2015 (consulté le 28 mai 2022)
2. 1 2  « Grete WIESENTHAL - Dictionnaire créatrices », sur www.dictionnaire-creatrices.com (consulté le 28 mai 2022)
3. 1 2 3  (de) Paula Pfoser et ORF.at, « Grete Wiesenthal: Als eine Wienerin den Solowalzer erfand », sur news.ORF.at, 16 février 2021 (consulté le 28 mai 2022)
4. 1 2 3 4  (de) « Briefwechsel von Grete Wiesenthal mit Lily Calderon-Spitz », sur magazin.wienmuseum.at (consulté le 28 mai 2022)
5. 1 2  (en) Mary Fleischer, Embodied Texts: Symbolist Playwright-dancer Collaborations, Rodopi, 2007 (ISBN 978-90-420-2285-0, lire en ligne)
6. 1 2  (en) Alexandra Kolb, Performing Femininity: Dance and Literature in German Modernism, Peter Lang, 2009 (ISBN 978-3-03911-351-4, lire en ligne)

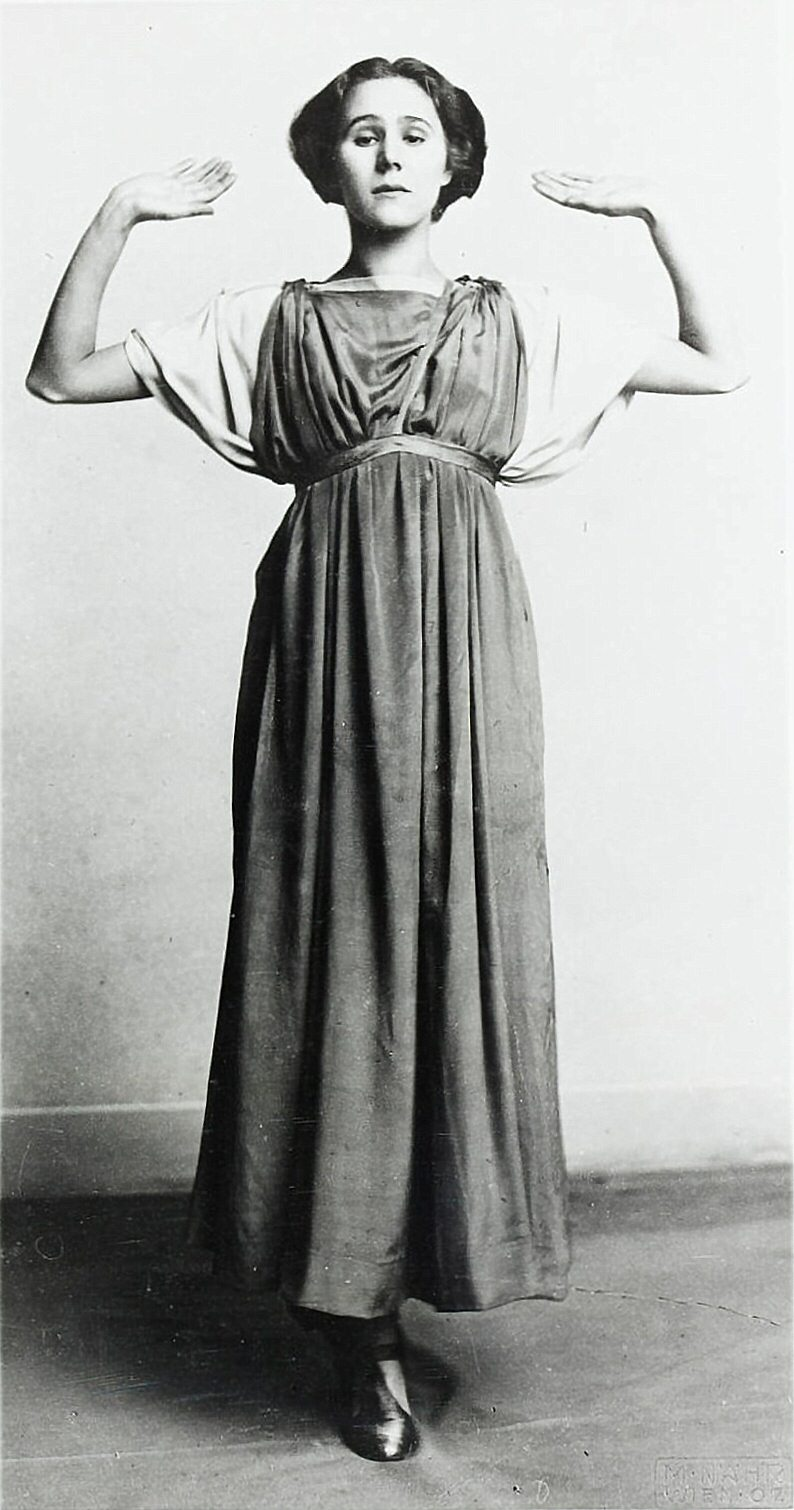
Wiesenthal photographié par Moritz Nähr (1906-1908).
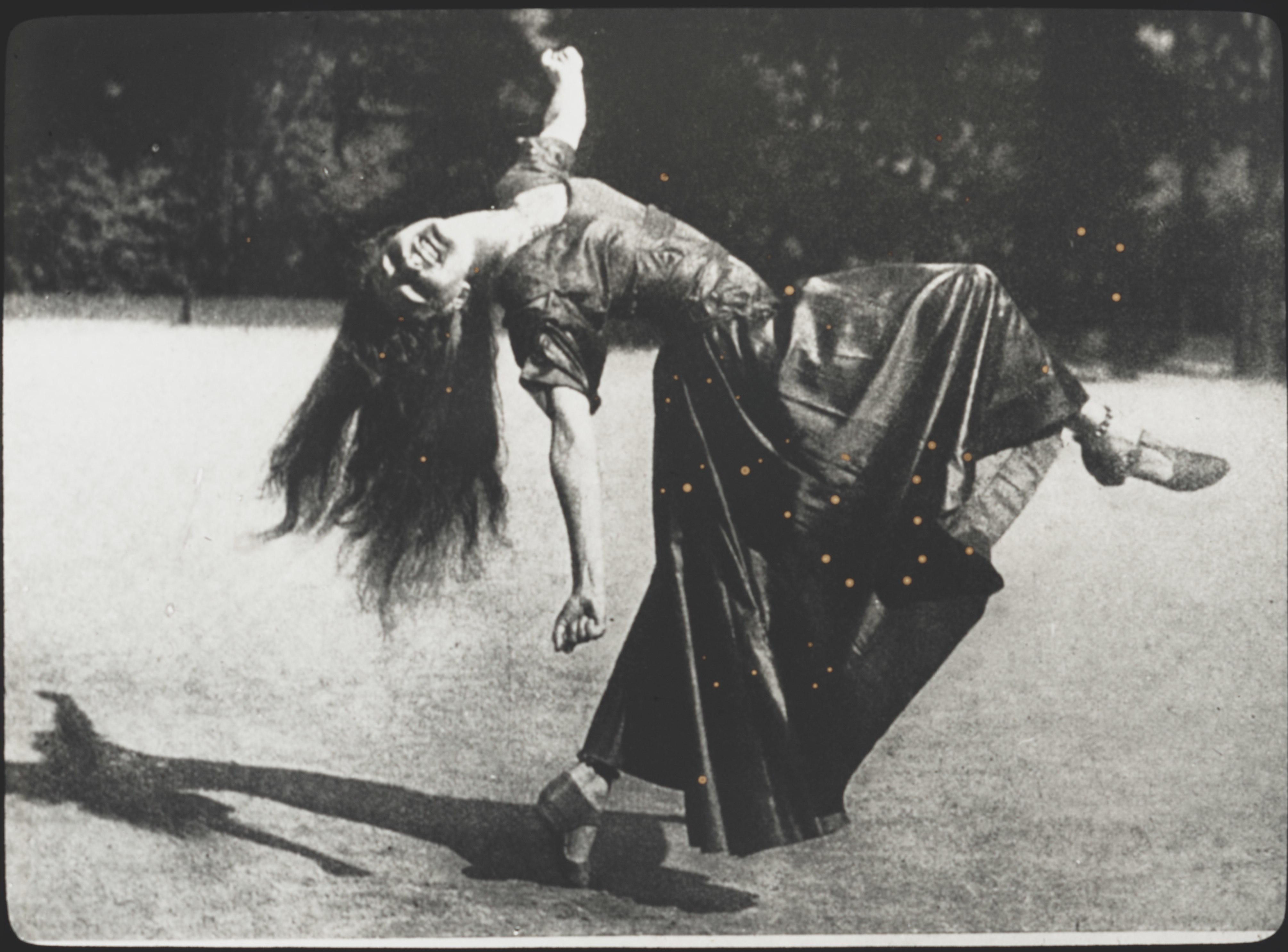
Wiesenthal photographié par Arnold Genthe (1908).
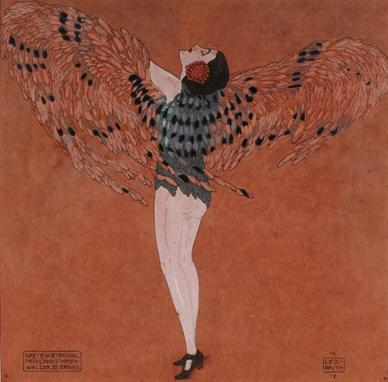
Wiesenthal photographié par Leo Rauth (1910).
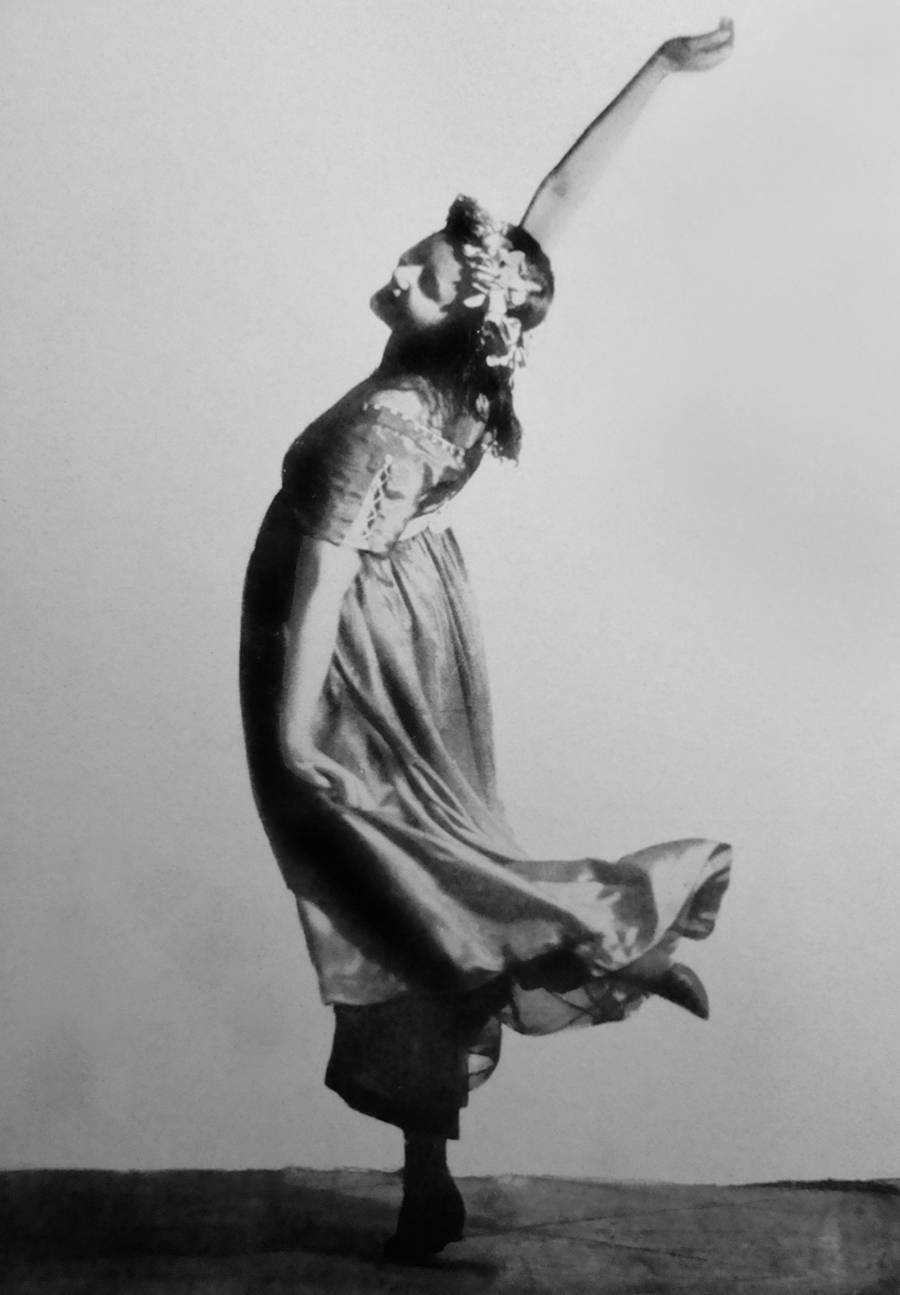
Wiesenthal photographié par Hugo Erfurth (1928)

7. 1 2 3 4  (en-US) Meryl Cates, « Dancing by Herself: When the Waltz Went Solo », The New York Times,‎ 24 décembre 2020 (ISSN 0362-4331, lire en ligne, consulté le 28 mai 2022)
8. ↑  (en) « Grete Wiesenthal », sur Oxford Reference (DOI 10.1093/oi/authority.20110803122412652, consulté le 28 mai 2022)
9. ↑  (en) Karl Toepfer, « Germanic Pantomime: Max Reinhardt: Pantomimic Grandeur », sur Karl Toepfer, 30 juin 2019 (consulté le 28 mai 2022)
10. ↑  (de) Wiener Zeitung Online, « - Kurz notiert », sur Archiv (consulté le 28 mai 2022)